# Prosper Paris
Prosper Paris est un missionnaire et prélat catholique français né le 1er septembre 1846 à Chantenay-sur-Loire et mort le 13 mai 1931 à Shanghaï. 

## Biographie
Jules Prosper Paris est le fils de Louis Paris et de Perrine Bernier. Il est le frère de Joseph Paris.
Il suit sa scolarité avec un professeur particulier, qu'il poursuit au collège de Guérande et au petit séminaire de Nantes. Admis au noviciat de la Compagnie de Jésus d'Angers en 1866, il étudie la philosophie scolastique et devient professeur successivement à Sainte-Geneviève, à Poitiers, à Vannes et à Vaugirard. Après ses années de théologie à Laval, Aix et Jersey, il est ordonné prêtre pour la Compagnie de Jésus le 18 septembre 1880.
Supérieur de la mission jésuite à Shanghai de 1893 à 1900, il est nommé vicaire apostolique de Kiangnan et évêque titulaire de Silandus (de) en 1900 et est consacré le 11 décembre de la même année par Paul-Marie Reynaud avec comme co-consécrateurs Jules-Auguste Coqset (zh) et Joseph-Claude Excoffier. Il devient vicaire apostolique du Kiangsou en 1921 et de Nankin l'année suivante. Il pose la pierre d'angle de la basilique de She Shan, le 24 mai 1925.

## Succession apostolique
Prosper Paris a ordonné les évêques suivants :
- Évêque Henri Maquet, S.J. (1901)
- Évêque Henri Lécroart, S.J. (1918)
- Évêque Vicente Huarte y San Martín (zh), S.J. (1922)